# Alpes berneses
Los Alpes berneses (en alemán, Berner Alpen) son una sección del gran sector Alpes del noroeste, según la clasificación SOIUSA. Su pico más alto es Finsteraarhorn, con 4.275 m s. n. m.
Se encuentran al sur del cantón de Berna. Aunque su nombre sugiera que se sitúan únicamente en dicho cantón, más precisamente en el Oberland bernés, los Alpes berneses se extienden también por los cantones de Vaud, Friburgo, Valais, Uri, Nidwalden y Lucerna. Recorren estos Alpes los ríos Aar y su afluente el Saane al norte, el Ródano en el sur y el Reuss al este.  
En esta parte de los Alpes suizos se halla la gran mayoría de las principales montañas suizas, entre las que se destacan la Jungfrau, el Mönch, el Aletschhorn, el Eiger y el Finsteraarhorn, todas ellas con una altura superior a 3.900 metros. 
En los Alpes berneses se encuentra el sitio de Jungfrau-Aletsch-Bietschhorn, declarado Patrimonio de la Humanidad por la Unesco, el cual comprende el glaciar más grande de los Alpes, el Aletsch, con 18 km de longitud, el Jungfrau y su dominio, el Jungfraujoch y el Bietschhorn.
Los Alpes berneses son muy visitados por los turistas durante todo el año. Una de las ciudades más visitadas es Interlaken, situada entre los lagos de Thun y Brienz y que es de gran vocación para los deportes de invierno.
Un circuito ficticio ubicado en la cordillera fue incluido en los juegos de conducción desarrollados por Turn 10, Forza Motorsport 4 y Forza Motorsport 5.

## Subdivisión SOIUSA
Los Alpes berneses, a su vez, se diferencian en tres subsecciones y nueve supergrupos:
- Alpes de Uri
  - Dammastock-Sustenhorn
  - Titlis-Urirostock
- Alpes berneses en sentido estricto
  - Finsteraarhorn-Oberaarhorn-Galmihorn
  - Jungfrau-Fiescherhorn
  - Schreckhorn-Wetterhorn
  - Gletscherhorn-Blümlisalp-Balmhorn
  - Aletschhorn-Bietschhorn
  - Wildhorn-Wildstrubel
- Alpes de Vaud
  - Diablerets-Muveran

## Principales cumbres

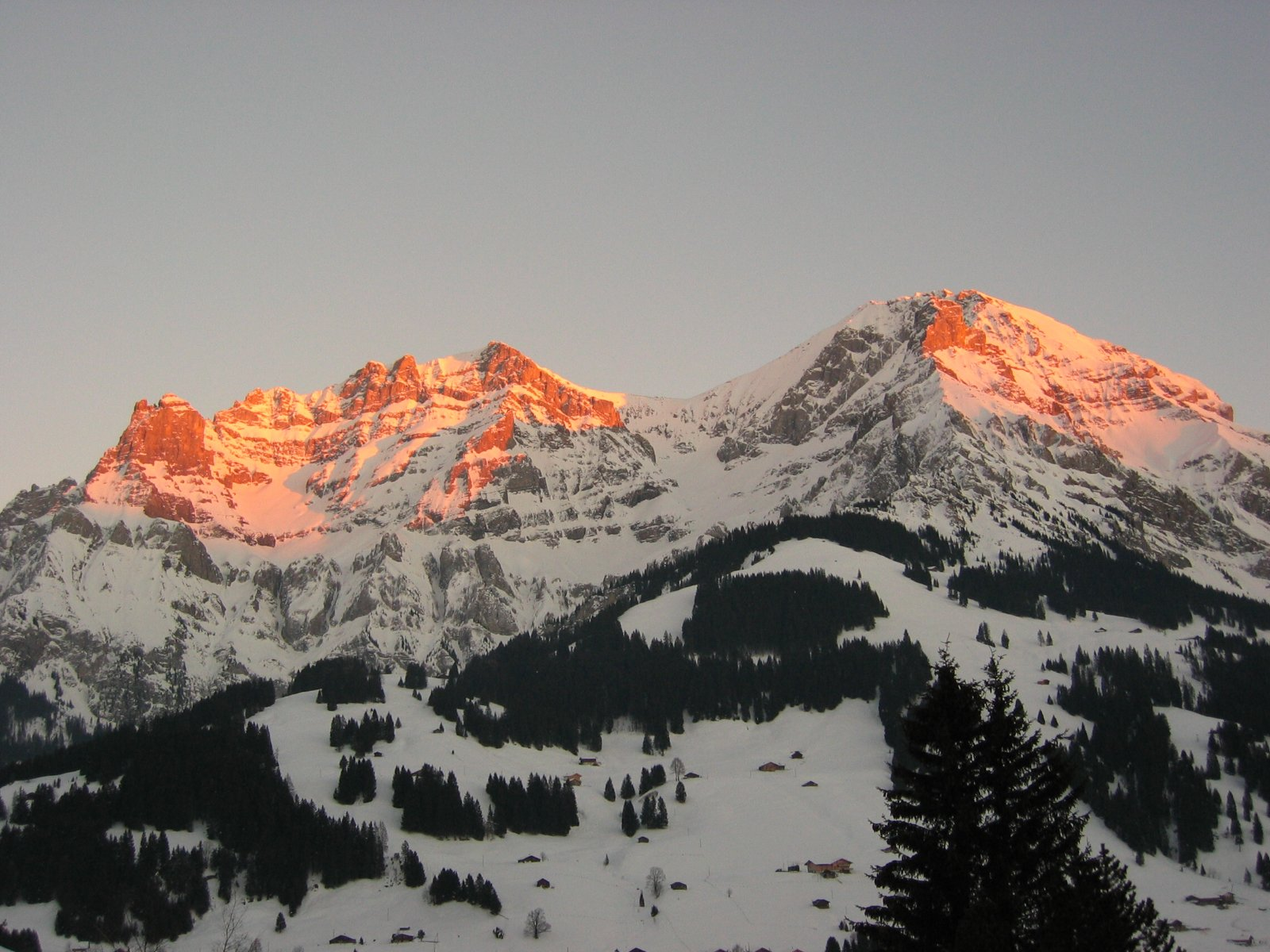
Los Alpes berneses vistos desde Adelboden.

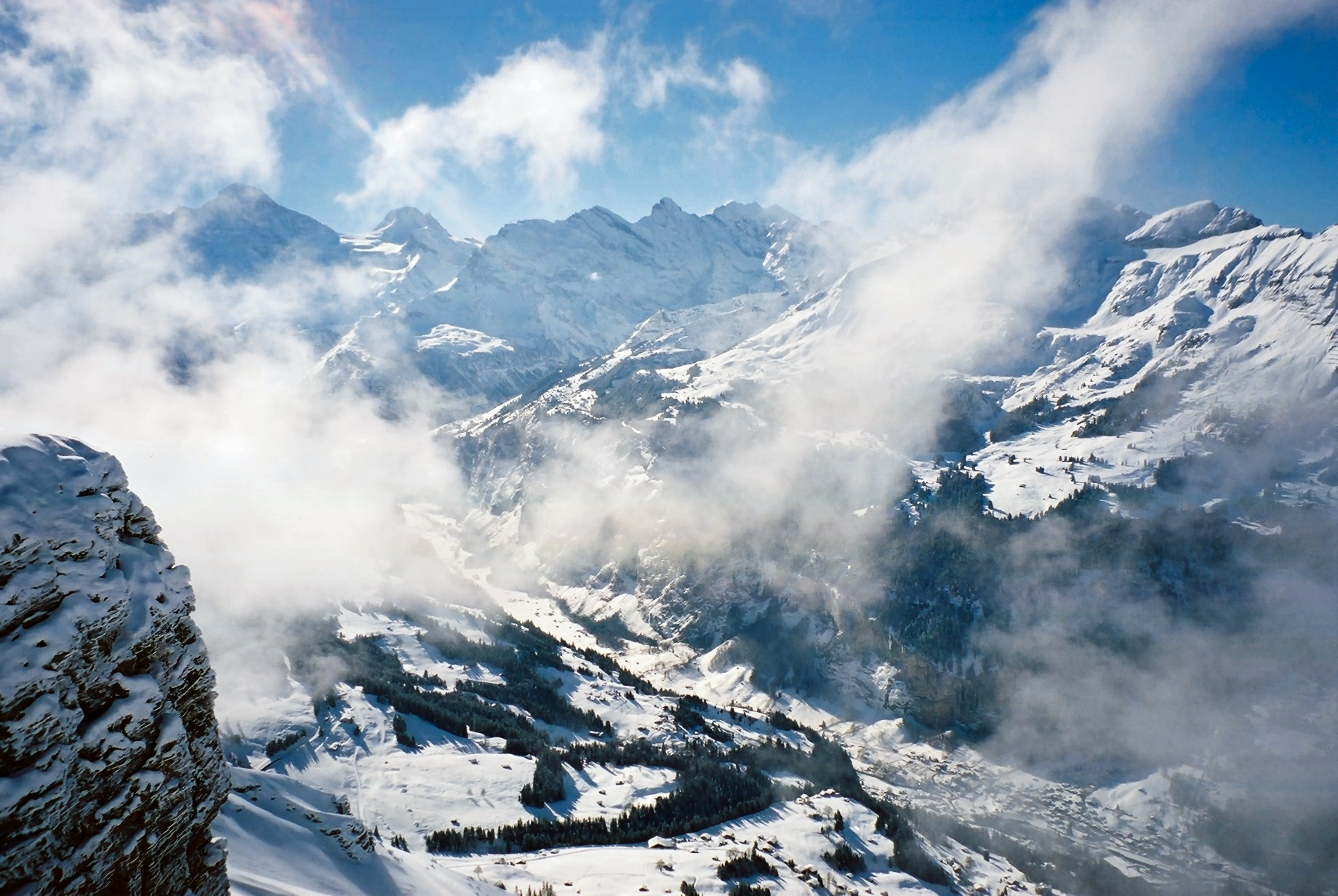
Valle de Lauterbrunnen.

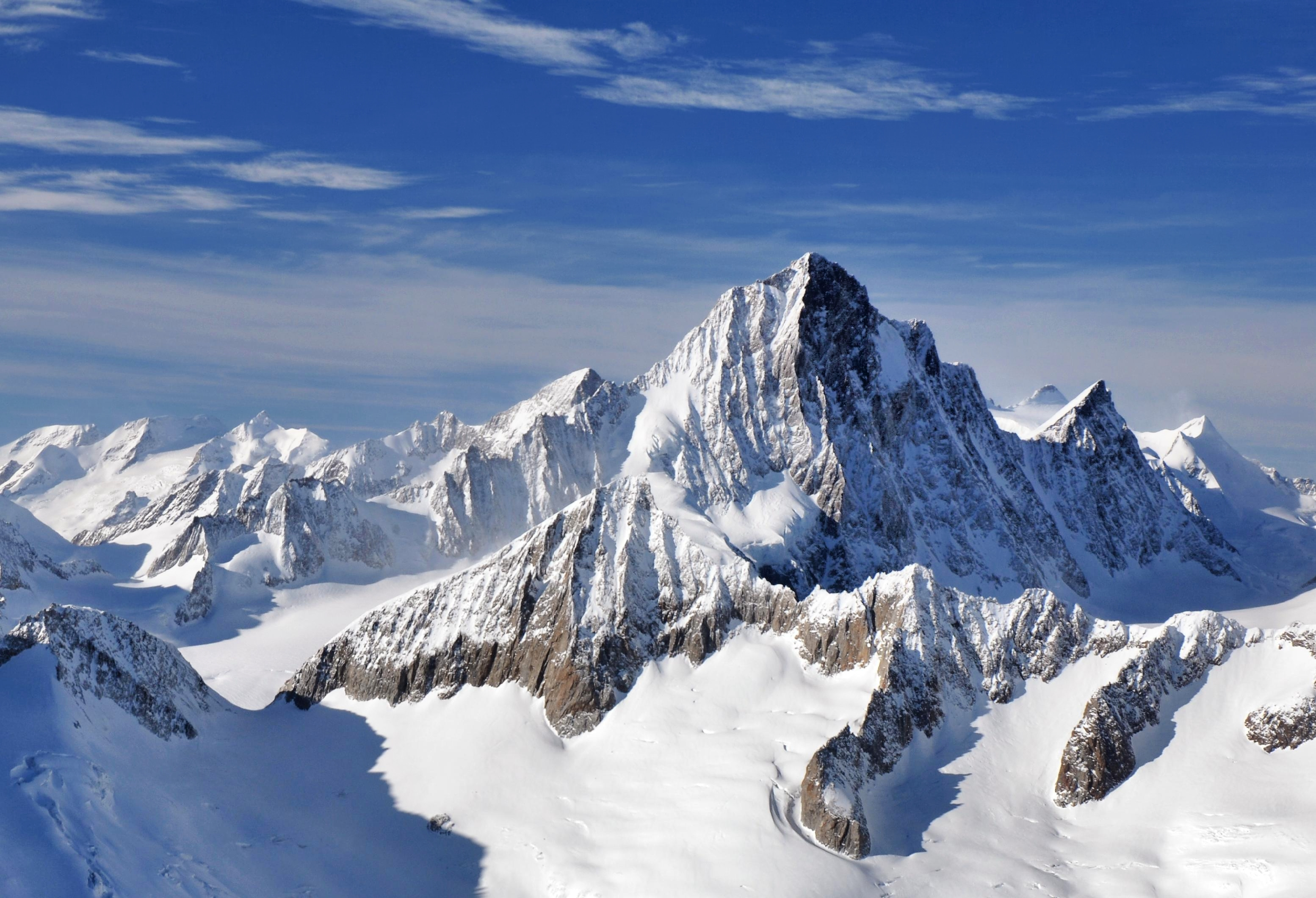
Panorama des Alpes berneses.

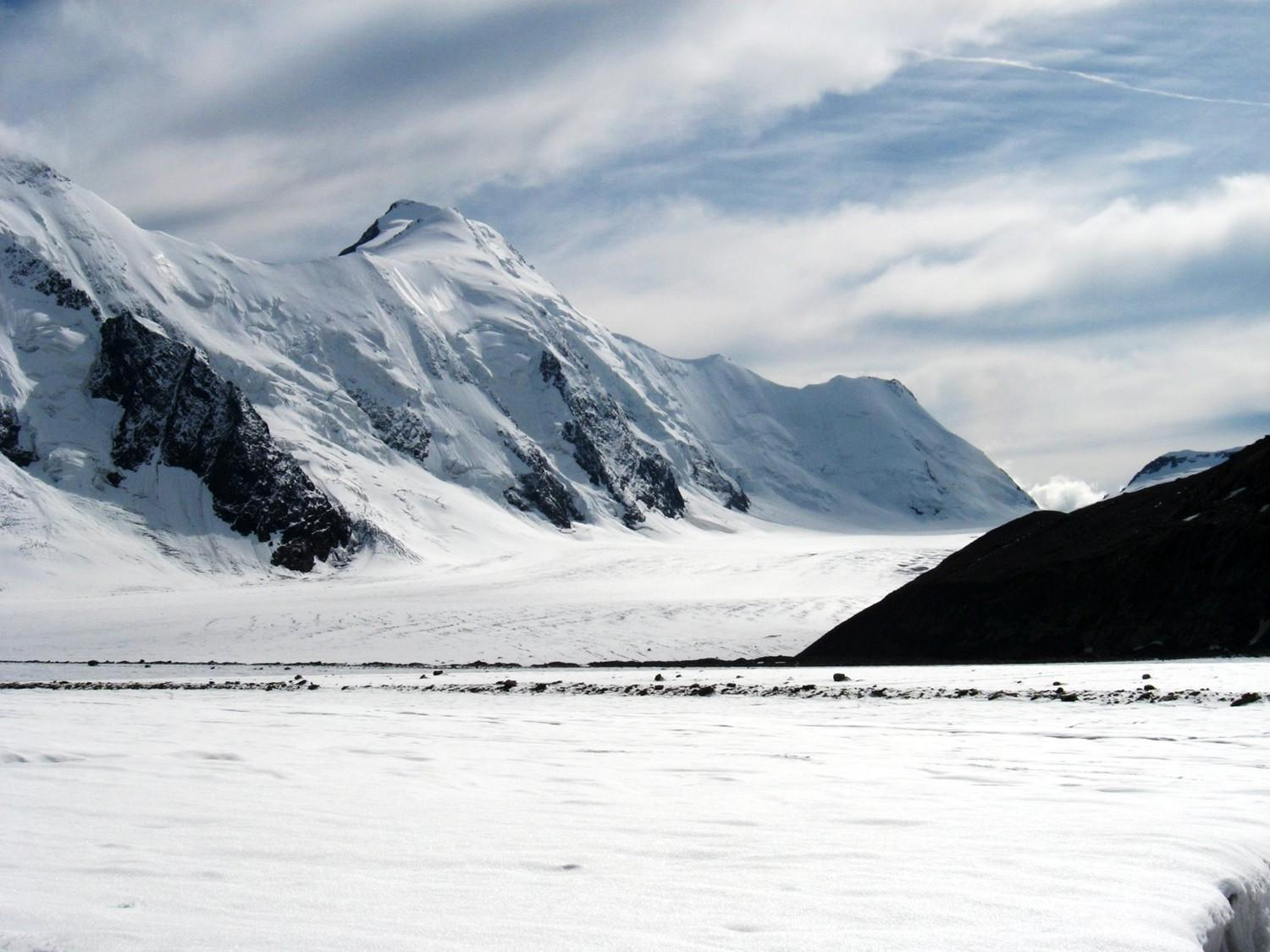
Aletschhorn.

Las principales cumbres de los Alpes berneses son:
| Nombre         | Altitud |
| -------------- | ------- |
| Finsteraarhorn | 4275 m  |
| Aletschhorn    | 4182 m  |
| Jungfrau       | 4166 m  |
| Mönch          | 4105 m  |
| Schreckhorn    | 4080 m  |
| Fiescherhorn   | 4049 m  |
| Grünhorn       | 4043 m  |
| Lauteraarhorn  | 4042 m  |
| Gletscherhorn  | 3983 m  |
| Eiger          | 3975 m  |
| Äbeni Flue     | 3963 m  |
| Agassizhorn    | 3946 m  |
| Bietschhorn    | 3934 m  |
| Wannenhorn     | 3905 m  |
| Mittaghorn     | 3892 m  |
| Nesthorn       | 3822 m  |
| Schinhorn      | 3797 m  |
| Breithorn      | 3785 m  |
| Sattelhorn     | 3745 m  |
| Balmhorn       | 3711 m  |
| Silberhorn     | 3695 m  |
| Wetterhorn     | 3692 m  |
| Blümlisalp     | 3664 m  |
| Doldenhorn     | 3650 m  |
| Atels          | 3636 m  |
| Oeschinenhorn  | 3486 m  |
| Gspaltenhorn   | 3436 m  |
| Fründenhorn    | 3369 m  |
| Ewigschneehorn | 3331 m  |

| Nombre               | Altitud |
| -------------------- | ------- |
| Ritzlihorn           | 3282 m  |
| Wildhorn             | 3248 m  |
| Wildstrubel          | 3243 m  |
| Los Diablerets       | 3213 m  |
| Wellhorn             | 3196 m  |
| Petersgrat           | 3163 m  |
| Mettenberg           | 3107 m  |
| Löffelhorn           | 3098 m  |
| Gran Muveran         | 3061 m  |
| Sparrhorn            | 3026 m  |
| Torrenthorn          | 3003 m  |
| Gran Dent de Morcles | 2980 m  |
| Schilthorn           | 2973 m  |
| Eggishorn            | 2934 m  |
| Siedelhorn           | 2881 m  |
| Albristhorn          | 2764 m  |
| Röthihorn            | 2759 m  |
| Faulhorn             | 2683 m  |
| Gummfluh             | 2461 m  |
| Sulegg               | 2412 m  |
| Vanil Noir           | 2395 m  |
| Niesen               | 2366 m  |
| Tour d'Aï            | 2334 m  |
| Pico Chaussy         | 2315 m  |
| Stockhorn            | 2192 m  |
| Kaiseregg            | 2189 m  |
| Chamossaire          | 2116 m  |
| Gemmenalphorn        | 2064 m  |
| Moleson              | 2006 m  |

### Otras cumbres importantes
- el Dent de Jaman, 1879 m
- los montes Chevreuils, 1749 m
- los Rochers de Naye, 1740 m
- el Napf, 1407 m

- Wikimedia Commons alberga una categoría multimedia sobre Alpes berneses.

- Datos: Q327221
- Multimedia: Bernese Alps / Q327221